# دهه ۸۷۰ (میلادی)
دهه ۸۷۰ (میلادی) دهه هشتاد و هفتم تقویم میلادی است.

## درگذشتگان
‎